# Selección de fútbol sub-17 de China
La Selección de fútbol sub-17 de China, conocida también como el China Junior Team (国少队), es el equipo que representa al país en la Copa Mundial de Fútbol Sub-17 y en el Campeonato Sub-16 de la AFC, y es controlado por la Asociación China de Fútbol.

## Palmarés
- Campeonato Sub-16 de la AFC: 2
  -  Campeón (2): 1992, 2004
  -  Tercer Lugar (3): 1988, 1990, 2002

## Estadísticas

### Campeonato de la AFC U-16
| Récord | Récord                                     | Récord                                     | Récord                                     | Récord                                     | Récord                                     | Récord                                     | Récord                                     | Récord                                     |
| Año    | Resultado                                  | J                                          | G                                          | E                                          | P                                          | GF                                         | GC                                         |                                            |
| ------ | ------------------------------------------ | ------------------------------------------ | ------------------------------------------ | ------------------------------------------ | ------------------------------------------ | ------------------------------------------ | ------------------------------------------ | ------------------------------------------ |
| 1985   | 1ª ronda                                   | 3                                          | 0                                          | 2                                          | 1                                          | 2                                          | 3                                          |                                            |
| 1986   | No clasificó                               | No clasificó                               | No clasificó                               | No clasificó                               | No clasificó                               | No clasificó                               | No clasificó                               | No clasificó                               |
| 1988   | Tercer Lugar                               | 6                                          | 2                                          | 4                                          | 0                                          | 7                                          | 4                                          |                                            |
| 1990   | Tercer Lugar                               | 5                                          | 3                                          | 1                                          | 1                                          | 11                                         | 2                                          |                                            |
| 1992   | Campeón                                    | 5                                          | 3                                          | 2                                          | 0                                          | 9                                          | 4                                          |                                            |
| 1994   | 1ª ronda                                   | 4                                          | 2                                          | 0                                          | 2                                          | 14                                         | 5                                          |                                            |
| 1996   | 1ª ronda                                   | 4                                          | 1                                          | 1                                          | 2                                          | 5                                          | 10                                         |                                            |
| 1998   | No clasificó                               | No clasificó                               | No clasificó                               | No clasificó                               | No clasificó                               | No clasificó                               | No clasificó                               | No clasificó                               |
| 2000   | 1ª ronda                                   | 4                                          | 2                                          | 0                                          | 2                                          | 13                                         | 12                                         |                                            |
| 2002   | Tercer Lugar                               | 6                                          | 5                                          | 0                                          | 1                                          | 13                                         | 4                                          |                                            |
| 2004   | Campeón                                    | 6                                          | 5                                          | 0                                          | 1                                          | 10                                         | 5                                          |                                            |
| 2006   | Cuartos de final                           | 4                                          | 2                                          | 1                                          | 1                                          | 10                                         | 5                                          |                                            |
| 2008   | 1ª ronda                                   | 3                                          | 1                                          | 1                                          | 1                                          | 4                                          | 4                                          |                                            |
| 2010   | 1ª ronda                                   | 3                                          | 0                                          | 1                                          | 2                                          | 1                                          | 4                                          |                                            |
| 2012   | 1ª ronda                                   | 3                                          | 0                                          | 3                                          | 0                                          | 4                                          | 4                                          |                                            |
| 2014   | 1ª ronda                                   | 3                                          | 1                                          | 0                                          | 2                                          | 1                                          | 3                                          |                                            |
| 2018   | No clasificó                               | No clasificó                               | No clasificó                               | No clasificó                               | No clasificó                               | No clasificó                               | No clasificó                               | No clasificó                               |
| 2020   | Cancelado debido a la pandemia de COVID-19 | Cancelado debido a la pandemia de COVID-19 | Cancelado debido a la pandemia de COVID-19 | Cancelado debido a la pandemia de COVID-19 | Cancelado debido a la pandemia de COVID-19 | Cancelado debido a la pandemia de COVID-19 | Cancelado debido a la pandemia de COVID-19 | Cancelado debido a la pandemia de COVID-19 |
| 2023   | 1ª ronda                                   | 3                                          | 0                                          | 1                                          | 2                                          | 4                                          | 9                                          |                                            |
| Total  |                                            | 59                                         | 27                                         | 16                                         | 16                                         | 103                                        | 68                                         |                                            |

### Mundial Sub-17
| Año             | Resultado        | Pos.         | J            | G            | E            | P            | GF           | GC           |
| --------------- | ---------------- | ------------ | ------------ | ------------ | ------------ | ------------ | ------------ | ------------ |
| 1985            | Cuartos de final | 8            | 4            | 2            | 1            | 1            | 8            | 7            |
| 1987            | No clasificó     | No clasificó | No clasificó | No clasificó | No clasificó | No clasificó | No clasificó | No clasificó |
| 1989            | 1ª ronda         | 12           | 3            | 1            | 1            | 1            | 1            | 3            |
| 1991            | 1ª ronda         | 14           | 3            | 0            | 1            | 2            | 4            | 7            |
| 1993            | 1ª ronda         | 14           | 3            | 0            | 1            | 2            | 2            | 5            |
| de 1995 al 2001 | No clasificó     | No clasificó | No clasificó | No clasificó | No clasificó | No clasificó | No clasificó | No clasificó |
| 2003            | 1ª ronda         | 14           | 3            | 0            | 1            | 2            | 5            | 7            |
| 2005            | Cuartos de final | 7            | 4            | 1            | 2            | 1            | 4            | 7            |
| 2007            | No clasificó     | No clasificó | No clasificó | No clasificó | No clasificó | No clasificó | No clasificó | No clasificó |
| 2009            | No clasificó     | No clasificó | No clasificó | No clasificó | No clasificó | No clasificó | No clasificó | No clasificó |
| 2011            | No clasificó     | No clasificó | No clasificó | No clasificó | No clasificó | No clasificó | No clasificó | No clasificó |
| 2013            | No clasificó     | No clasificó | No clasificó | No clasificó | No clasificó | No clasificó | No clasificó | No clasificó |
| 2015            | No clasificó     | No clasificó | No clasificó | No clasificó | No clasificó | No clasificó | No clasificó | No clasificó |
| 2017            | No clasificó     | No clasificó | No clasificó | No clasificó | No clasificó | No clasificó | No clasificó | No clasificó |
| 2019            | No clasificó     | No clasificó | No clasificó | No clasificó | No clasificó | No clasificó | No clasificó | No clasificó |
| 2023            | No clasificó     | No clasificó | No clasificó | No clasificó | No clasificó | No clasificó | No clasificó | No clasificó |
| Total           | 6/19             | 31°          | 20           | 4            | 7            | 9            | 24           | 36           |